# Zele ruricola
Zele ruricola är en stekelart som beskrevs av Maeto 1986. Zele ruricola ingår i släktet Zele och familjen bracksteklar. Inga underarter finns listade i Catalogue of Life.